# Вебер, Шломо
Шломо Вебер (англ. Shlomo Weber; род. 2 сентября 1949, Москва) — израильский, американский и российский экономист, профессор и президент Российской экономической школы (РЭШ), научный руководитель Лаборатории исследования социальных отношений и многообразия общества (ЛИСОМО) РЭШ. Также является почетным профессором Южного методистского университета, членом-корреспондентом Саксонской академии наук и адъюнкт-профессором Гонконгского университета науки и технологии.
Область научных интересов: политическая экономия, микроэкономическая теория, экономика благосостояния, промышленная организация, микроосновы макроэкономики, принципы экономики, теория цен, общественный выбор, общественная экономика, теория игр, социальный выбор, расширенный экономический анализ, математический анализ для экономистов, исследование операций и др.

## Биография
Шломо Вебер учился в московской школе № 2, а затем — на механико-математическом факультете МГУ (1966—1971; получил диплом с отличием). После репатриации в Израиль поступил в Еврейский университет в Иерусалиме, где в мае 1979 года ему была присвоена докторская ученая степень (PhD) по математической экономике.
Работал и преподавал в Хайфском (1981—1985) и Йоркском (1986—1993) университетах, занимал приглашенные должности в образовательных учреждениях Бельгии, Венгрии, Германии, Италии, США, Украины и Японии.
С 1993 года работал в Южном методистском университете в Далласе. Возглавлял факультет экономики (1994—2000), был директором Центра экономических исследований им. Ричарда Джонсона (1994—2007), именным профессором экономики (Robert H. and Nancy Dedman Trustee Professor of Economics, 1997—2016).  C 2016 года  — почётный профессор (Emeritus Professor of Economics). 
В 2004—2006 годах работал академическим директором Центра исследования операций и эконометрики в Лувенском католическом университете (Бельгия) , в 2007—2008 годах — академическим директором Международной экономической школы в Тбилиси. Также был членом академического совета программы «International Higher Education Support Program» (HESP-OSI) и экспертом Международного валютного фонда.
В 2013 году стал победителем конкурса на получение грантов Правительства Российской Федерации для государственной поддержки научных исследований, на средства которого была организована Лаборатория исследования социальных отношений и многообразия общества (ЛИСОМО) РЭШ. С 2016 по 2018 год занимал пост ректора Российской экономической школы, в 2018 году стал её президентом.
В 2019 году был избран членом-корреспондентом Саксонской академии наук, официальная церемония прошла 12 апреля в Лейпциге.
Профессор Вебер является автором более 100 научных статей в ведущих мировых журналах по экономике и политологии (в том числе в Econometrica, Review of Economic Studies, American Political Science Review, Journal of Economic Theory, Journal of Public Economics), в основном в области экономической теории, экономики общественного сектора, политической экономики и теории игр. Его работы удостоены различных международных научных наград, в том числе премии Гумбольдта для выдающихся иностранных ученых (2002).